# Nikolaj Petrovič Batalov
Nikolaj Petrovič Batalov (in russo Никола́й Петро́вич Бата́лов?; Mosca, 6 dicembre 1899 – Mosca, 10 novembre 1937) è stato un attore russo, di nazionalità sovietica dopo il 1922.

## Biografia

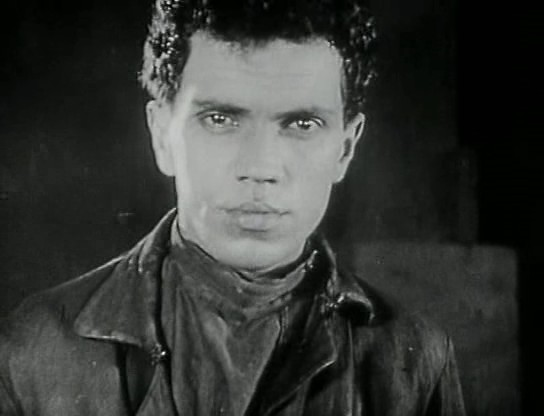
Nikolaj Batalov nel film La madre (1926)

Nikolaj Petrovič Batalov nacque il 6 dicembre 1899 a Mosca, nella famiglia di un impiegato.
Dal 1910 al 1915 studiò alla scuola mercantile di Mosca intitolata allo zar Alessandro III di Russia.
La sua passione per il teatro e la letteratura fu sostenuta da sua nonna, che incoraggiò le sue letture.
Nel 1916, esordì come attore al Teatro d'arte di Mosca diretto da Konstantin Stanislavskij e Vladimir Nemirovič-Dančenko, lavorando contemporaneamente con l'attore Michail Čechov.
La prima interpretazione di Batalov fu nel ruolo di "Petja il rilegatore" nella commedia Zelënoe Kol'co (L'anello verde 1916) di Zinaida Gippius. Uno dei suoi migliori lavori teatrali fu l'interpretazione nel ruolo principale della produzione del Teatro d'arte di Mosca, Le nozze di Figaro di Beaumarchais, dove Susanna fu brillantemente interpretata dalla moglie Ol'ga Androvskaja (1897-1975).A teatro recitò sia nel repertorio classico sia in quello moderno, grazie alla sua notevole presenza scenica.

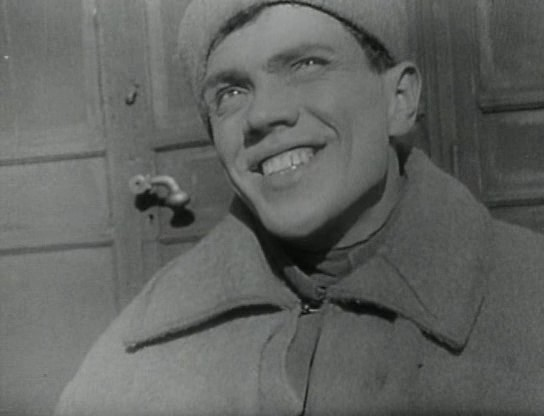
Nikolaj Batalov nel film La madre (1926)

Debuttò nel mondo cinematografico nel film muto di fantascienza Aėlita (1924), diretto da Jakov Protazanov,dove interpretò il soldato dell'Armata Rossa, Gusev, pronto non solo per la rivoluzione mondiale, ma anche per la rivoluzione interplanetaria, poi recitò ne La madre (1926), diretto da Vsevolod Pudovkin, un adattamento dell'omonimo romanzo di Maksim Gor'kij. Il suo ruolo da protagonista nella commedia cinematografica Tre borghesucci (Tret'ja Meščanskaja) (1927), dello scrittore-regista Abram Room ottenne un buon successo di pubblico e di critica. 
A quel tempo Batalov soffriva già di una forma progressiva di tubercolosi, che ostacolò la sua carriera teatrale, ma riuscì a proseguire le riprese cinematografiche ancora per qualche anno. 
Il suo film più noto fu Il cammino verso la vita (1931), diretto dallo scrittore e regista lettone Nikolaj Ėkk, che vinse il premio alla regia alla Mostra internazionale d'arte cinematografica (1932). Il film venne prodotto sotto la direzione di Osip Brik. Dopo questo ruolo, Batalov ricevette altri premi oltre che il titolo di attore onorario della Russia nel 1933.
Batalov soffrì della forma progressiva della tubercolosi. La malattia limitò la sua mobilità e influenzò la sua carriera di attore dalla metà degli anni trenta.
Nikolaj Batalov morì il 19 novembre 1937 a Mosca.
Batalov era sposato con l'attrice Olga Androvskaja, con la quale ebbe una figlia, Svetlana Nikolaevna Batalova, che diventò attrice del Teatro d'arte di Mosca.

## Filmografia
- Aėlita (Аэлита), regia di Jakov Aleksandrovič Protazanov (1924);
- La madre (Mat'), regia di Vsevolod Illarionovič Pudovkin (1926);
- Letto e divano (Tret'ja Meščanskaja), regia di Abram Matveevič Room (1927);
- Il cammino verso la vita (Putyovka v zhizn), regia di Nikolaj Ekk (1931);
- Gorizont, regia di Lev Vladimirovič Kulešov (1932).